# Bonawentura Madaliński
Bonawentura Dobrogost Madaliński (Gniezno, 1620 – Włocławek, 11 de novembro de 1691) foi um bispo católico polonês.

## Biografia[1]
Foi bispo titular de Modone, e se tornou bispo coadjutor de Płock de 1671 à 1674 quando sucedeu seu antecessor Jan Gembicki. Em 1681 foi transferido para a sé de Cujávia, da qual permaneceu bispo até a data de sua morte.
Foi secretário de Carlo Ferdinando Vasa e Giovanni II Casimiro Vasa.

## Genealogia episcopal e sucessão apostólica[1]
Sua genealogia episcopal é:
- Cardeal Scipione Rebiba
- Cardeal Giulio Antonio Santori
- Cardeal Girolamo Bernerio, OP
- Bispo Cláudio Rangoni
- Arcebispo Wawrzyniec Gembicki
- Arcebispo Jan Wężyk
- Bispo Piotr Gembicki
- Bispo Jan Gembicki
- Bispo Bonawentura Madaliński

A sucessão apostólica é:
- Bispo Jan Małachowski (1677)